# All of the Above
All of the Above è il primo album studio degli Hillsong United con canzoni di lode e adorazione. Esso è, inoltre, accompagnato da un DVD contenente tre tracce live registrate durante l’Encounterfest del 2006, un sermone di Phil Dooley e una sezione-bonus di features.
All of the Above ha debuttato al 6º posto sull’ARIA Album Charts il 26 marzo 2007. Negli Stati Uniti, l'album, uscito due mesi dopo, ha venduto oltre 10.000 dischi alla prima settimana e ha raggiunto, tra l'altro, il 1º posto sul magazine Billboard nella sezione Top Christian/Gospel Album, il 1º posto su iTunes nella sezione Christian music digital album sales e il 60º posto nella Billboard 200.

## Tracce
1. Point of Difference[3] (Joel Houston) - 4:22
2. Break Free (Joel Houston, Matt Crocker & Scott Ligertwood) - 4:07
3. Desperate People (Joel Houston & Michael Guy Chislett) - 5:29
4. Devotion (Marty Sampson) - 5:59
5. Draw Me Closer [Selah*] (Dean Ussher) - 1:26
6. Lead Me to the Cross (Brooke Fraser) - 4:18
7. Found (Dave George) - 6:02
8. Hosanna (Brooke Fraser) - 5:30
9. For All Who Are to Come [Selah**] - 3:37
10. Solution (Joel Houston & Matt Crocker) - 4:37
11. My Future Decided (Jonathon Douglass & Joel Houston) - 4:18
12. Never Let Me Go (Joel Houston) - 6:01
13. You (Dylan Thomas & Paul Andrew) - 5:03
14. Saviour King (Marty Sampson & Mia Fieldes) - 12:16